# DVBBS
DVBBS (pronuncia-se "dubs") é uma dupla de DJ’s neerlando-canadenses formada em 2012, pelos irmãos Chris Chronicles (nascido Christopher Robert van den Hoef, 1º de janeiro de 1990) e Alex Andre (nascido Alexandre Philip van den Hoef, 17 de outubro de 1991).

## História

### Carreira
Os irmãos Van den Hoef são nativos de Orangeville, Ontário. São filhos de imigrantes, a mãe dos DJ´s, é grega, mas foi radicada no Canadá e o pai é um neerlandês que ingressou no mercado de trabalho canadense. Atualmente, estão localizados em Los Angeles, Califórnia, assim também como em Toronto, Canadá, e são assinados com Josh Herman na STRVCTVRE Artist Management.
DVBBS passou dois meses gravando seu EP, Initio, lançado em março de 2012.  O EP apresenta influências de uma variedade de gêneros, incluindo house, eletrônica, dubstep e reggae.
O seu maior sucesso veio com o "tsunami". Ele foi promovido pelo holandês Sander van Doorn, embora ele negasse ser o produtor. A música foi confirmada por Pete Tong para ser o trabalho do DVBBS e Borgeous quando Tong tocou a música em seu show da BBC Radio 1 em 16 de agosto de 2013. Foi oficialmente lançado na gravadora Doorn Records de Sander Van Doorn em 19 de agosto de 2013. Ela Também alcançou o n° 1 no Beatport 100. Um remix vocal com o rapper britânico Tinie Tempah intitulado "Tsunami (Jump)" foi lançado no Reino Unido nativo de Tempah em março de 2014, na Ministry of Sound.

### Performances
DVBBS tocaram com Tiësto, NERVO, Steve Aoki, Martin Garrix, Showtek, Sander Van Doorn, DJ Snake e muitos outros. Em 2013, juntaram-se ao Adventure Club para a turnê de outono / inverno da América do Norte, e tocaram em inúmeros festivais de música. A dupla tem tocado no mainstage Tomorrowland, Ultra Music Festival e Creamfields, entre muitos outros.

## Premios
- 2013: "One To Watch" ganhou o prêmio Canadian Urban Music Awards[2]

## Discografia

### Extended plays
| Título                  | Detalhe do álbum                                                                                     |
| ----------------------- | --- |
| Beautiful Disaster - EP | - Lançamento: 2 de dezembro de 2016 - Gravadora: Universal Music Canada - Formatos: Digital download |
| Blood of My Blood       | - Lançamento: 20 de outubro de 2017 - Gravadora: Kanary, Ultra - Formatos: Digital download          |

## Singles

### Como artista principal
| Título                                                                                        | Ano  | Posições em paradas músicais | Posições em paradas músicais | Posições em paradas músicais | Posições em paradas músicais | Posições em paradas músicais | Posições em paradas músicais | Posições em paradas músicais | Posições em paradas músicais | Posições em paradas músicais | Certificações   | Álbum                   |
| Título                                                                                        | Ano  | AUS                          | AUT                          | BEL                          | FRA                          | GER                          | NLD                          | SWE                          | SWI                          | UK                           | Certificações   | Álbum                   |
| --------------------------------------------------------------------------------------------- | ---- | ---------------------------- | ---------------------------- | ---------------------------- | ---------------------------- | ---------------------------- | ---------------------------- | ---------------------------- | ---------------------------- | ---------------------------- | --------------- | ----------------------- |
| "Tsunami" (with Borgeous)                                                                     | 2013 | —                            | 14                           | 1                            | 3                            | 14                           | 1                            | 3                            | 17                           | —                            | - FIMI: ouro    | Non-album singles       |
| "Stampede" (vs. Dimitri Vegas & Like Mike and Borgeous)                                       | 2013 | —                            | —                            | 30                           | 129                          | —                            | —                            | —                            | —                            | —                            |                 | Non-album singles       |
| "Raveology" (with VINAI)                                                                      | 2014 | —                            | —                            | 34                           | —                            | —                            | —                            | —                            | —                            | —                            |                 | Non-album singles       |
| "Tsunami (Jump)" (with Borgeous featuring Tinie Tempah)                                       | 2014 | 10                           | —                            | —                            | —                            | —                            | —                            | —                            | —                            | 1                            | - ARIA: platina | Non-album singles       |
| "Gold Skies" (with Sander van Doorn and Martin Garrix featuring Aleesia)                      | 2014 | —                            | —                            | 9                            | 183                          | —                            | 94                           | —                            | —                            | 49                           |                 | Gold Skies - EP         |
| "Pyramids" (with Dropgun featuring Sanjin)                                                    | 2014 | —                            | —                            | 39                           | —                            | —                            | —                            | —                            | —                            | —                            |                 | Non-album singles       |
| "Never Leave"                                                                                 | 2015 | —                            | —                            | 34                           | —                            | —                            | —                            | —                            | —                            | —                            |                 | Non-album singles       |
| "La La Land" (with Shaun Frank featuring Delaney Jane)                                        | 2016 | —                            | —                            | —                            | 157                          | —                            | 41                           | —                            | —                            | —                            |                 | Non-album singles       |
| "Ur on My Mind"                                                                               | 2016 | —                            | —                            | —                            | 82                           | —                            | —                            | —                            | —                            | —                            |                 | Beautiful Disaster - EP |
| "Not Going Home" (with CMC$ featuring Gia Koka)                                               | 2016 | —                            | —                            | —                            | —                            | —                            | 83                           | —                            | —                            | —                            |                 | Beautiful Disaster - EP |
| "—" indica que a gravação não foi incluída nas paradas ou não foi distribuída naquela região. |      |                              |                              |                              |                              |                              |                              |                              |                              |                              |                 |                         |

## Referencias
1. 1 2  Jordan Nunziato, “Orangeville natives DVBBS to headline town’s 150th celebration,” Orangeville Citizen, June 13, 2013.
2. 1 2  Sean Plummer, “Toronto brothers Chris and Alex power DVBBS,” MSN Entertainment Canada, October 5, 2012.
3. ↑  Bill Tremblay, “DVBBS headlines eclectic birthday bash,” Orangeville.com, June 27, 2013.
4. ↑  Cristina Almudevar, “Who is DVBBS?” The Cord Weekly, November 28, 2012.
5. 1 2  Greg Belasco, “DVBBS – Initio,” Earmilk, March 13, 2012.
6. 1 2  Zel McCarthy (16 de agosto de 2013). «Sander van Doorn's 'Tsunami' Mystery Almost Revealed». Billboard. Consultado em 25 de janeiro de 2014
7. ↑  “Avicii World Exclusive, Ray Foxx, Felix Da Housecat, DJ W!ld & Chris Malinchak,” BBC Radio 1, August 16, 2013.
8. ↑  “DVBBS & Borgeous – Tsunami (Preview),” Arquivado em 2013-09-23 no Wayback Machine DJ Magazine, August 16, 2013.
9. ↑  Sean Lewis, “DVBBS and Borgeous storm the Beatport 100 with ‘Tsunami’,” Arquivado em 2013-09-26 no Wayback Machine Beatport, August 26, 2013.
10. ↑  “Adventure Club Announces Phase One of Superheroes Anonymous Tour,” youredm.com, August 20, 2013.
11. ↑  Katie Moran, “DVBBS & Borgeous hit us with ‘Tsunami’,” The DJ List, August 19, 2013.
12. ↑  «DVBBS discography». australian-charts.com. Hung Medien. Consultado em 21 de janeiro de 2019
13. ↑  «DVBBS discography». austriancharts.at (em alemão). Hung Medien. Consultado em 21 de janeiro de 2019
14. ↑  «DVBBS discography». ultratop.be (em neerlandês). Hung Medien. Consultado em 21 de janeiro de 2019
15. ↑  «DVBBS discography». lescharts.com (em francês). Hung Medien. Consultado em 21 de janeiro de 2019
16. ↑  «DVBBS» (em alemão). GfK Entertainment. Consultado em 21 de janeiro de 2019
17. ↑  «DVBBS discography». dutchcharts.nl (em neerlandês). Hung Medien. Consultado em 21 de janeiro de 2019
18. ↑  «DVBBS discography». swedishcharts.com. Hung Medien. Consultado em 21 de janeiro de 2019
19. ↑  «DVBBS discography». swisscharts.com. Hung Medien. Consultado em 21 de janeiro de 2019